# 岩佐凱実
岩佐 凱實（いわさ よしざね、1906年（明治39年）2月6日 - 2001年（平成13年）10月14日）は、日本の銀行家。富士銀行頭取、経済同友会代表幹事、経団連副会長。日本心臓財団会長を務めた。

## 来歴・人物
日露戦争で黒木第二軍の参謀を務めた島田由五郎の次男として東京で生まれる。 凱旋後に実った子ということから凱実と名付けられた。
豊島師範附属小学校、開成中学、旧制二高を経て、東京帝国大学法学部を卒業。大学卒業前に日本興業銀行理事を歴任した岩佐珵蔵の養子として珵蔵の姪・道の婿となる。
横浜正金銀行への入行を志望したが叶わなかったため、1928年（昭和3年）に富士銀行の前身である安田銀行に入行。初任地として小舟町支店に配属となる。
金子鋭頭取の引きによって課長に就任してからわずか2年半で常務に昇格し、住友銀行系列であった丸紅に融資攻勢を掛け、富士の融資金額が住友を上回ると丸紅に経営不振であった高島屋飯田との合併を持ちかけ、丸紅飯田を誕生させたことで、その手腕が広く認知された。
1963年（昭和38年）に頭取に就任する。翌年後半から65年にかけての証券不況の折には、日本共同証券の設立や山一證券の経営危機を金融当局等と連携して事案処理に奔走し、66年1月には融資系列の社長会である芙蓉会を発足させた。71年に会長、75年に相談役となる。このほか、65年には創業85周年記念事業の一環として全国の新入学児童に黄色の腕章を贈る交通安全キャンペーンの展開を始め、翌年には安田火災海上保険と安田生命保険、67年には安田信託銀行もその趣旨に賛同して参加した。
財界活動でも活躍し、1958年（昭和33年）から中山素平の後を受け、経済同友会代表幹事を務め、木川田一隆、井上英煕とコンビを組んだ。またアメリカとの貿易悪化を懸念する国際派財界人が結成した日米財界経済協議会の代表世話人に選ばれ、日米民間経済人の交流にも尽力した。
2001年10月14日、肺炎で死去。享年95。富士主催のお別れの会がホテルオークラで開かれ、多磨霊園に埋葬される。

## 家族
- 実父・島田由五郎 - 陸軍少将、のち上毛撚糸社長。
- 養父・岩佐珵蔵（1866～1941） - 銀行家。愛媛県新居郡沢津村（現・新居浜市）生まれ。士族・岩佐愛馬の長男[7]。東京の共立英和学校、第三高等中学校、東京帝国大学法科政治学科を卒業。大蔵省に入省し日本銀行に移る。のちに東洋拓殖会社（京城）設立と同時に理事となり、上地開発事業を手がけた。1914年から36年までは日本興業銀行理事、監査役を務めた[8]。妻のナミは子爵税所篤の娘[7]。
- 妻・道 - 珵蔵の弟・岩佐運平の二女、珵蔵の養子。女子学習院出身。
- 長男・海蔵 - 元富士アドシステム副社長。岳父に乾豊彦。娘婿の笠原慶久は肥後銀行頭取。
- 長女 - 昭和電工社長を務めた大橋光夫のもとに嫁ぐ[9]。

## 著書
- 『櫟庵岩佐珵蔵』岩佐凱実、1943年。
- 『回想八十年 グローバリストの眼』日本法制学会、1990年。ISBN 4931147216